# Тойла (волость)
То́йла (эст. Toila vald) — бывшая волость в Эстонии на востоке страны в составе уезда Ида-Вирумаа.
На территории волости находится 2 посёлка — Тойла и Вока — и 9 деревень: Альткюла, Конью, Мартса, Метсамягара, Пяйте, Пюхайыэ, Уйкала, Вайвина и Вока.